# Retz
Retz – miasto w Austrii, w kraju związkowym Dolna Austria, w powiecie Hollabrunn, w pobliżu granicy z Czechami, w północno-zachodniej części regionu Weinviertel. Liczy 4 171 mieszkańców (1 stycznia 2014).

## Historia
Pierwsze wzmianki historyczne sięgają 1180 roku kiedy to po raz pierwszy pojawia się nazwa Rezze (rěčica ze słowiańskiego mały potok) w odniesieniu do wioski położonej w okolicach dzisiejszego Anger (pol. łąka). Graf Berthold von Rabenswalde (1278-1312) otrzymał od Rudolfa I Habsburga Hardegg w lenno, lecz przeniósł się z Hardegg do Retz, gdzie założył zakon dominikański (Kościół Dominikanów wybudowano w 1295 roku) oraz w roku 1300 założył miasto Retz.
12 października 1486 roku miasto zostało, po czterech dniach oblężenia, zdobyte przez króla Węgier Macieja Korwina. Aż do roku 1492 pozostało pod jego panowaniem. W tym czasie miasto otrzymało przywileje dotyczące handlu winem, które przyczyniły się znacznie do rozkwitu miasta. Wynikiem tych przywilejów było również wybudowanie ogromnego, kilkupiętrowego systemu piwnic. Dzisiaj piwnice te są jedynie wykorzystywane w celach turystycznych oraz w okresie Adwentu jako miejsce na bożonarodzeniowy jarmark.

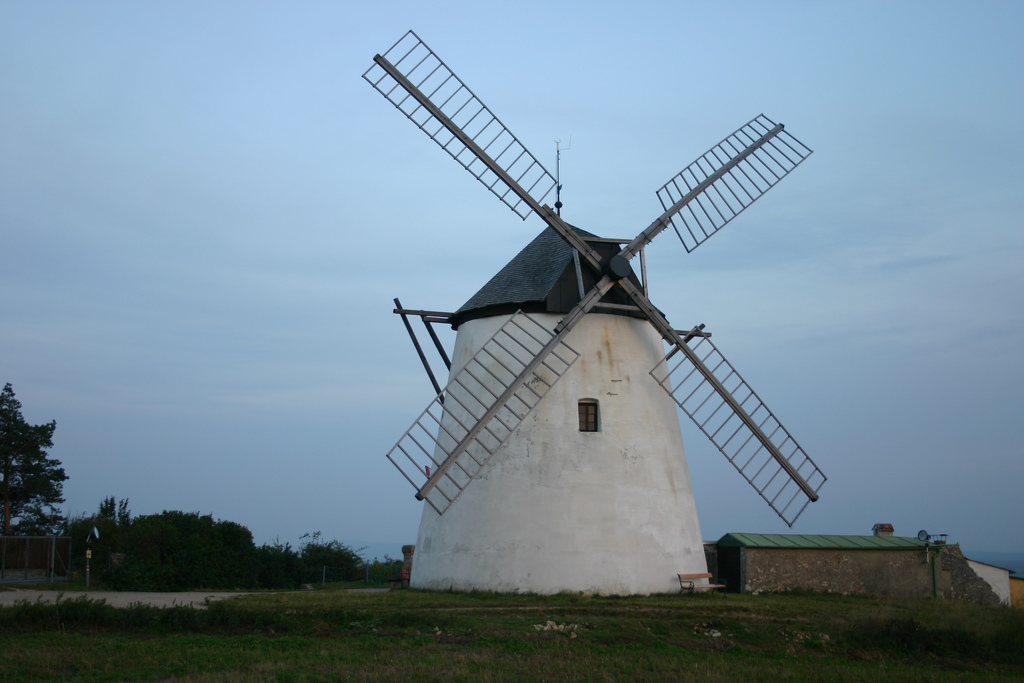
Wiatrak w Retz

## Współpraca
Miejscowości partnerskie:
- Hainburg, Niemcy
- Rötz, Niemcy
- Znojmo, Czechy